# Stichophthalma regulus
Stichophthalma regulus är en fjärilsart som beskrevs av Brooks 1949. Stichophthalma regulus ingår i släktet Stichophthalma och familjen praktfjärilar. Inga underarter finns listade i Catalogue of Life.